# Alexander Cumming

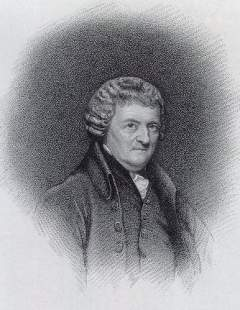
Alexander Cumming (ca. 1733–1814)

Alexander Cumming (* zwischen 1731 und 1733 in Edinburgh; † 8. März 1814 in Pentonville, London) war ein britischer Uhrmacher, Mathematiker, Mechaniker und Orgelbauer, der sich in der New Bond Street in London niedergelassen hatte. Mit John Hunter und George Fordyce gründete er 1767 eine Privatgesellschaft von Gelehrten. Im Jahr 1781 wurde er Mitglied der Worshipful Company of Clockmakers.
Er gilt als Erfinder des modernen Wasserklosetts. Er entwickelte ein S-förmiges Rohr (Siphon), das auch heute noch in den WCs eingebaut ist, und erhielt darauf ein englisches Patent (Nr. 814). Damit konnte man verhindern, dass der Geruch nach außen zurückdrang. Mit seiner Erfindung legte er 1775 den Grundstein für die heutige Toilette, obwohl die eigentliche Erfindung des Wasserklosetts 1596 dem Engländer Sir John Harington zugeschrieben werden kann. Allerdings geriet die Erfindung von Harington mangels der nötigen Akzeptanz in Vergessenheit und wurde daher erst 1775 von Alexander Cumming patentiert.
Tatsächlich wurde das erste Wasserklosett 1810, also 35 Jahre später, in Betrieb genommen.
Im Orgelbau erfand er Parallel-Magazinbälge.
1783 wurde er zum Fellow der Royal Society of Edinburgh gewählt.